# Concolità
Concolità (en llatí Concolitanus, en grec antic Κογκολίτανος) era un cabdill dels gesats gals que vivien als Alps prop del Roine.
Era company d'Aneroëstes, amb el que va fer la guerra contra Roma el 225 aC aliats amb els ínsubres i els bois, però van ser derrotats a la batalla de Telamó i Concolità va ser fet presoner i segurament executat poc després, segons diu Polibi.